# Glass: A Portrait of Philip in Twelve Parts
Glass: A Portrait of Philip in Twelve Parts è un documentario che rappresenta un ritratto di Philip Glass, e spazia tra vita familiare, creazione artistica e ricerca spirituale, arricchito dai racconti di artisti e collaboratori quali il pittore Chuck Close e i registi Woody Allen e Martin Scorsese.